# 1997 100 legnagyobb slágere
Ez a lista a Billboard magazin  első Hot 100  zenéjét tartalmazza 1997-ből.
| Helyezés | Zene                                                             | Előadó                                                                  |
| -------- | ---------------------------------------------------------------- | ----------------------------------------------------------------------- |
| 1        | Candle in the Wind 1997/Something About the Way You Look Tonight | Elton John                                                              |
| 2        | Foolish Games/You Were Meant for Me                              | Jewel                                                                   |
| 3        | I'll Be Missing You                                              | Puff Daddy featuring Faith Evans és 112                                 |
| 4        | Un-Break My Heart                                                | Toni Braxton                                                            |
| 5        | Can't Nobody Hold Me Down                                        | Puff Daddy featuring Mase                                               |
| 6        | I Believe I Can Fly                                              | R. Kelly                                                                |
| 7        | Don't Let Go (Love)                                              | En Vogue                                                                |
| 8        | Return of the Mack                                               | Mark Morrison                                                           |
| 9        | How Do I Live                                                    | LeAnn Rimes                                                             |
| 10       | Wannabe                                                          | Spice Girls                                                             |
| 11       | Quit Playing Games (With My Heart)                               | Backstreet Boys                                                         |
| 12       | MMMBop                                                           | Hanson                                                                  |
| 13       | For You I Will                                                   | Monica                                                                  |
| 14       | You Make Me Wanna                                                | Usher                                                                   |
| 15       | Bitch                                                            | Meredith Brooks                                                         |
| 16       | Nobody                                                           | Keith Sweat featuring Athena Cage                                       |
| 17       | Semi-Charmed Life                                                | Third Eye Blind                                                         |
| 18       | Barely Breathing                                                 | Duncan Sheik                                                            |
| 19       | Hard to Say I'm Sorry                                            | Az Yet featuring Peter Cetera                                           |
| 20       | Mo Money Mo Problems                                             | The Notorious B.I.G. featuring Puff Daddy, Kelly Price and Mase         |
| 21       | The Freshmen                                                     | The Verve Pipe                                                          |
| 22       | I Want You                                                       | Savage Garden                                                           |
| 23       | No Diggity                                                       | BLACKstreet featuring Dr. Dre                                           |
| 24       | I Belong to You (Every Time I See Your Face)                     | Rome                                                                    |
| 25       | Hypnotize                                                        | The Notorious B.I.G.                                                    |
| 26       | Everytime I Close My Eyes                                        | Babyface                                                                |
| 27       | In My Bed                                                        | Dru Hill                                                                |
| 28       | Say You’ll Be There                                              | Spice Girls                                                             |
| 29       | Do You Know (What It Takes)                                      | Robyn                                                                   |
| 30       | 4 Seasons of Loneliness                                          | Boyz II Men                                                             |
| 31       | G.H.E.T.T.O.U.T.                                                 | Changing Faces                                                          |
| 32       | Honey                                                            | Mariah Carey                                                            |
| 33       | I Believe in You and Me                                          | Whitney Houston                                                         |
| 34       | Da’ Dip                                                          | Freak Nasty                                                             |
| 35       | 2 Become 1                                                       | Spice Girls                                                             |
| 36       | All for You                                                      | Sister Hazel                                                            |
| 37       | Cupid                                                            | 112                                                                     |
| 38       | Where Have All the Cowboys Gone                                  | Paula Cole                                                              |
| 39       | Sunny Came Home                                                  | Shawn Colvin                                                            |
| 40       | It's Your Love                                                   | Tim McGraw featuring Faith Hill                                         |
| 41       | Ooh Aah... Just a Little Bit                                     | Gina G                                                                  |
| 42       | Mouth                                                            | Merril Bainbridge                                                       |
| 43       | All Cried Out                                                    | Allure featuring 112                                                    |
| 44       | I'm Still in Love with You/You Don't Have to Worry               | New Edition                                                             |
| 45       | Invisible Man                                                    | 98 Degrees                                                              |
| 46       | Not Tonight                                                      | Lil' Kim featuring Da Brat, Left Eye, Missy Elliott, and Angie Martinez |
| 47       | Look into My Eyes                                                | Bone Thugs-n-Harmony                                                    |
| 48       | Get It Together                                                  | 702                                                                     |
| 49       | All by Myself                                                    | Celine Dion                                                             |
| 50       | It's All Coming Back to Me Now                                   | Celine Dion                                                             |
| 51       | My Love is the Shhh!                                             | Somethin' for the People featuring Trina & Tamara                       |
| 52       | Where Do You Go                                                  | No Mercy                                                                |
| 53       | I Finally Found Someone                                          | Barbra Streisand és Bryan Adams                                         |
| 54       | Ill Na Na                                                        | Foxy Brown featuring Jay-Z                                              |
| 55       | If It Makes You Happy                                            | Sheryl Crow                                                             |
| 56       | Never Make a Promise                                             | Dru Hill                                                                |
| 57       | When You Love a Woman                                            | Journey                                                                 |
| 58       | Up Jumps da Boogie                                               | Timbaland & Magoo featuring Missy Elliott és Aaliyah                    |
| 59       | I Don’t Want To/I Love Me Some Him                               | Toni Braxton                                                            |
| 60       | Everyday Is a Winding Road                                       | Sheryl Crow                                                             |
| 61       | Cold Rock a Party                                                | MC Lyte                                                                 |
| 62       | Pony                                                             | Ginuwine                                                                |
| 63       | Building a Mystery                                               | Sarah McLachlan                                                         |
| 64       | I Love You Always Forever                                        | Donna Lewis                                                             |
| 65       | Your Woman                                                       | White Town                                                              |
| 66       | C U When U Get There                                             | Coolio featuring 40 Thevz                                               |
| 67       | Change the World                                                 | Eric Clapton                                                            |
| 68       | MyBabyDaddy                                                      | B-Rock and the Bizz                                                     |
| 69       | Tubthumping                                                      | Chumbawamba                                                             |
| 70       | Gotham City                                                      | R. Kelly                                                                |
| 71       | Last Night                                                       | Az Yet                                                                  |
| 72       | ESPN Presents the Jock Jam                                       | Various artists                                                         |
| 73       | Big Daddy                                                        | Heavy D                                                                 |
| 74       | What About Us?                                                   | Total                                                                   |
| 75       | Smile                                                            | Scarface featuring Tupac Shakur és Johnny P.                            |
| 76       | What's on Tonight                                                | Montell Jordan                                                          |
| 77       | Secret Garden                                                    | Bruce Springsteen                                                       |
| 78       | The One I Gave My Heart To                                       | Aaliyah                                                                 |
| 79       | Fly Like an Eagle                                                | Seal                                                                    |
| 80       | No Time                                                          | Lil' Kim featuring Puff Daddy                                           |
| 81       | Naked Eye                                                        | Luscious Jackson                                                        |
| 82       | Macarena                                                         | Los del Río                                                             |
| 83       | On & On                                                          | Erykah Badu                                                             |
| 84       | Don't Wanna Be a Player                                          | Joe                                                                     |
| 85       | I Shot the Sheriff                                               | Warren G                                                                |
| 86       | You Should Be Mine (Don't Waste Your Time)                       | Brian McKnight featuring Mase                                           |
| 87       | Don't Cry for Me Argentina                                       | Madonna                                                                 |
| 88       | Someone                                                          | SWV featuring Puff Daddy                                                |
| 89       | Go the Distance                                                  | Michael Bolton                                                          |
| 90       | One More Time                                                    | Real McCoy                                                              |
| 91       | Butta Love                                                       | Next                                                                    |
| 92       | Coco Jamboo                                                      | Mr. President                                                           |
| 93       | Twisted                                                          | Keith Sweat                                                             |
| 94       | Barbie Girl                                                      | Aqua                                                                    |
| 95       | When You're Gone/Free to Decide                                  | The Cranberries                                                         |
| 96       | Let Me Clear My Throat                                           | DJ Kool                                                                 |
| 97       | I Like It                                                        | The Blackout All-Stars                                                  |
| 98       | You’re Makin’ Me High/Let It Flow                                | Toni Braxton                                                            |
| 99       | You Must Love Me                                                 | Madonna                                                                 |
| 100      | Let It Go                                                        | Ray J                                                                   |